# Резня в церкви Муша
Резня в церкви Муша — убийство более тысячи мирных жителей народа тутси боевиками военизированной организации хуту «Интерахамве»,  в апреле 1994 года в ходе геноцида в Руанде.

## Предыстория
Массовые убийства тутси на почве межнациональной розни начались через несколько часов после крушения самолёта президента Хабьяриманы в котором обвинили боевиков тутси из РПФ. В провинции Гисеньи, оплоте президентского окружения, сразу же начали собираться множество членов интерахамве и  гражданских добровольцев хуту. Командиры боевиков приказали толпе «приступить к работе» и «никого не щадить», даже младенцев. 7 апреля насилие распространилось ещё на шесть провинций, включая столичную.

## История
С 8 по 13 апреля 1994 года, более тысячи мирных жителей тутси спасаясь от нападений со стороны хуту, произошедших по всей префектуре нашли убежище в церкви Муша. Эта церковь была расположена в секторе Рутома, коммуны Гикоро, префектуры Кигали. 12 апреля 1994 года военнослужащие Руандийской армии раздали такое оружие ополченцам организации «Интерахамве» и другим добровольцам хуту. 13 апреля 1994 года было совершено нападение на людей находившихся в церкви Муша. Нападавшие использовали огнестрельное оружие, гранаты, мачете, панги и другое традиционное оружие. В результате этого нападения погибло более тысячи мирных жителей тутси. Во время нападения гражданский ополченец хуту по имени Манда поджег церковь, в результате чего многие беженцы сгорели заживо.